# Општина Сан Пабло дел Монте (Тласкала)
Сан Пабло дел Монте (шп. San Pablo del Monte) општина је у Мексику у савезној држави Тласкала. Општина се налази на надморској висини од 2297 м.

## Становништво
Према подацима из 2010. у општини је живело 69615 становника.

### Хронологија
| Година       | 2000                  | 2005                  | 2010                  |
| ------------ | --------------------- | --------------------- | --------------------- |
| Становништво | 54387 (26904 / 27483) | 64107 (31645 / 32462) | 69615 (34281 / 35334) |

### Попис
| \| \| м \| \| \| ж \| \| 0—2 \| 2.318 \| \| \| 2.169 \| \| 3—5 \| 2.505 \| \| \| 2.499 \| \| 6—11 \| 5.197 \| \| \| 4.907 \| \| 12—14 \| 2.283 \| \| \| 2.264 \| \| 15—17 \| 2.231 \| \| \| 2.253 \| \| 18—24 \| 4.613 \| \| \| 4.831 \| \| 60+ \| 1.807 \| \| \| 2.030 \| \| Просек : \| 25,9 \| \| \| 26,8 \| |       |  |  |       |
| |       |  |  |       |
| | м     |  |  | ж     |
| 0—2 | 2.318 |  |  | 2.169 |
| 3—5 | 2.505 |  |  | 2.499 |
| 6—11 | 5.197 |  |  | 4.907 |
| 12—14 | 2.283 |  |  | 2.264 |
| 15—17 | 2.231 |  |  | 2.253 |
| 18—24 | 4.613 |  |  | 4.831 |
| 60+ | 1.807 |  |  | 2.030 |
| Просек : | 25,9  |  |  | 26,8  |

| #   | Индикатор                                                                                        | Вредност |
| --- | ------------------------------------------------------------------------------------------------ | -------- |
| 1   | Становништво од 0 до 2 године                                                                    | 4487     |
| 2   | Мушко становништво од 0 до 2 године                                                              | 2318     |
| 3   | Женско становништво од 0 до 2 године                                                             | 2169     |
| 4   | Становништво са 3 и више година                                                                  | 64923    |
| 5   | Мушко становништво са 3 и више година                                                            | 31862    |
| 6   | Женско становништво са 3 и више година                                                           | 33061    |
| 7   | Становништво са 5 и више година                                                                  | 61545    |
| 8   | Мушко становништво са 5 и више година                                                            | 30168    |
| 9   | Женско становништво са 5 и више година                                                           | 31377    |
| 10  | Становништво са 12 и више година                                                                 | 49815    |
| 11  | Мушко становништво са 12 и више година                                                           | 24160    |
| 12  | Женско становништво са 12 и више година                                                          | 25655    |
| 13  | Становништво са 15 и више година                                                                 | 45268    |
| 14  | Мушко становништво са 15 и више година                                                           | 21877    |
| 15  | Женско становништво са 15 и више година                                                          | 23391    |
| 16  | Становништво са 18 и више година                                                                 | 40784    |
| 17  | Мушко становништво са 18 и више година                                                           | 19646    |
| 18  | Женско становништво са 18 и више година                                                          | 21138    |
| 19  | Становништво од 3 до 5 година                                                                    | 5004     |
| 20  | Мушко становништво од 3 до 5 година                                                              | 2505     |
| 21  | Женско становништво од 3 до 5 година                                                             | 2499     |
| 22  | Становништво од 6 до 11 година                                                                   | 10104    |
| 23  | Мушко становништво од 6 до 11 година                                                             | 5197     |
| 24  | Женско становништво од 6 до 11 година                                                            | 4907     |
| 25  | Становништво од 8 до 14 година                                                                   | 11264    |
| 26  | Мушко становништво од 8 до 14 година                                                             | 5704     |
| 27  | Женско становништво од 8 до 14 година                                                            | 5560     |
| 28  | Становништво од 12 до 14 година                                                                  | 4547     |
| 29  | Мушко становништво од 12 до 14 година                                                            | 2283     |
| 30  | Женско становништво од 12 до 14 година                                                           | 2264     |
| 31  | Становништво од 15 до 17 година                                                                  | 4484     |
| 32  | Мушко становништво од 15 до 17 година                                                            | 2231     |
| 33  | Женско становништво од 15 до 17 година                                                           | 2253     |
| 34  | Становништво од 18 до 24 године                                                                  | 9444     |
| 35  | Мушко становништво од 18 до 24 године                                                            | 4613     |
| 36  | Женско становништво од 18 до 24 године                                                           | 4831     |
| 37  | Женско становништво од 15 до 49 година                                                           | 19218    |
| 38  | Становништво са 60 и више година                                                                 | 3837     |
| 39  | Мушко становништво са 60 и више година                                                           | 1807     |
| 40  | Женско становништво са 60 и више година                                                          | 2030     |
| 41  | Однос између мушкараца и жена                                                                    | 97.02    |
| 42  | Становништво од нуле до 14 година                                                                | 24142    |
| 43  | Становништво од 15 до 64 године                                                                  | 42727    |
| 44  | Становништво од 65 година и више                                                                 | 2541     |
| 45  | Просечан број деце                                                                               | 2.42     |
| 46  | Становништво рођено у ентитету                                                                   | 53546    |
| 47  | Мушко становништво рођено у ентитету                                                             | 26743    |
| 48  | Женско становништво рођено у ентитету                                                            | 26803    |
| 49  | Становништво рођено у другом ентитету                                                            | 15691    |
| 50  | Мушко становништво рођено у другом ентитету                                                      | 7339     |
| 51  | Женско становништво рођено у другом ентитету                                                     | 8352     |
| 52  | Становништво од 5 година и више резидентно у ентитету у јуну 2005. године                        | 59016    |
| 53  | Мушко становништво старосног доба од 5 година и више, резидентно у ентитету у јуну 2005. године  | 29024    |
| 54  | Женско становништво старосног доба од 5 и више година, резидентно у ентитету у јуну 2005. године | 29992    |
| 55  | Становништво од 5 година и више које је живело у другом ентитету у јуну 2005. године             | 1924     |
| 56  | Мушко становништво старије од 5 година које је живело у другом ентитету у јуну 2005. године      | 831      |
| 57  | Женско становништво старије од 5 година које је живело у другом ентитету у јуну 2005. године     | 1093     |
| 58  | Становништво од 3 године и више које говори аутохтони језик                                      | 9984     |
| 59  | Мушко становништво старо 3 године и више које говори аутохтони језик                             | 4951     |
| 60  | Женско становништво старо 3 године и више које говори аутохтони језик                            | 5033     |
| 61  | Становништво од 3 године и више које говори аутохтони језик и не говори шпански језик            | 209      |
| 62  | Мушко становништво старо 3 године и више које говори аутохтони језик и не говори шпански         | 65       |
| 63  | Женско становништво старо 3 године и више које говори аутохтони језик и не говори шпански језик  | 144      |
| 64  | Становништво старо 3 године и више које говори аутохтони језик и шпански                         | 9377     |
| 65  | Мушко становништво старо 3 године и више које говори аутохтони језик и шпански                   | 4713     |
| 66  | Женско становништво старо 3 године и више које говори аутохтони језик и шпански                  | 4664     |
| 67  | Становништво од 5 година и више које говори аутохтони језик                                      | 9764     |
| 68  | Становништво од 5 година и више које говори аутохтони језик и не говори шпански језик            | 205      |
| 69  | Становништво од 5 година и више које говори аутохтони језик и говори шпански језик               | 9167     |
| 70  | Становништво у домородачким домаћинствима                                                        | 19347    |
| 71  | Становништво са ограничењима у активностима                                                      | 2226     |
| 72  | Становништво са ограниченим ходањем или кретањем, горе или доле                                  | 1120     |
| 73  | Становници са ограничењима вида, чак и уз кориштење сочива                                       | 628      |
| 74  | Становништво са ограничењима говора, комуникације или конверзације                               | 251      |
| 75  | Становништво са ограниченим слухом                                                               | 191      |
| 76  | Становништво са ограничењима при одевању, купању или јелу                                        | 73       |
| 77  | Становништво са ограничењима у опажању или учењу једноставних ствари                             | 97       |
| 78  | Становништво са менталним ограничењима                                                           | 180      |
| 79  | Становништво без ограничења активности                                                           | 66830    |
| 80  | Становништво од 3 до 5 година које не похађа школу                                               | 2371     |
| 81  | Мушко становништво од 3 до 5 година које не похађа школу                                         | 1177     |
| 82  | Женско становништво од 3 до 5 година које не похађа школу                                        | 1194     |
| 83  | Становништво од 6 до 11 година које не похађа школу                                              | 304      |
| 84  | Мушко становништво од 6 до 11 година које не похађа школу                                        | 159      |
| 85  | Женско становништво од 6 до 11 година које не похађа школу                                       | 145      |
| 86  | Становништво од 12 до 14 година које не похађа школу                                             | 487      |
| 87  | Мушко становништво од 12 до 14 година које не похађа школу                                       | 243      |
| 88  | Женско становништво од 12 до 14 година које не похађа школу                                      | 244      |
| 89  | Становништво од 15 до 17 година похађа школу                                                     | 2623     |
| 90  | Мушко становништво од 15 до 17 година похађа школу                                               | 1271     |
| 91  | Женско становништво између 15 и 17 година живота у школи                                         | 1352     |
| 92  | Становништво од 18 до 24 године похађа школу                                                     | 1781     |
| 93  | Мушко становништво од 18 до 24 године похађа школу                                               | 858      |
| 94  | Женско становништво од 18 до 24 године похађа школу                                              | 923      |
| 95  | Становништво од 8 до 14 година које не може да чита и пише                                       | 344      |
| 96  | Мушко становништво старосног доба од 8 до 14 година које не може да чита и пише                  | 193      |
| 97  | Женско становништво старосног доби од 8 до 14 година које не може да чита и пише                 | 151      |
| 98  | Становништво од 15 година и више које је неписмено                                               | 4429     |
| 99  | Мушко становништво од 15 година и више које је неписмено                                         | 1542     |
| 100 | Женско становништво од 15 година и више које је неписмено                                        | 2887     |
| 101 | Становништво старо 15 и више година без школовања                                                | 4171     |
| 102 | Мушко становништво старо 15 и више година без школовања                                          | 1546     |
| 103 | Женско становништво старо 15 и више година без школовања                                         | 2625     |
| 104 | Становништво старосног доба 15 и више година са непотпуним основним образовањем                  | 5768     |
| 105 | Мушко становништво старосног доба од 15 година и више са непотпуном основним образовањем         | 2562     |
| 106 | Женско становништво старосног доба 15 и више година са непотпуном основним образовањем           | 3206     |
| 107 | Становништво старо 15 и више година са комплетним основним образовањем                           | 12401    |
| 108 | Мушко становништво старо 15 година и више са комплетним основним образовањем                     | 5648     |
| 109 | Женско становништво старо 15 и више година са комплетним основним образовањем                    | 6753     |
| 110 | Становништво старосног доба 15 и више година са непотпуним средњим образовањем                   | 2563     |
| 111 | Мушко становништво старосног доба од 15 година и више са непотпуним средњим образовањем          | 1566     |
| 112 | Женско становништво старосног доба од 15 година и више са непотпуним средњим образовањем         | 997      |
| 113 | Становништво старо 15 и више година са пуним секундарном образовањем                             | 11075    |
| 114 | Мушко становништво старосног доба од 15 година и више са пуним секундарном образовањем           | 5860     |
| 115 | Женско становништво старосног доба од 15 година и више са пуним секундарном образовањем          | 5215     |
| 116 | Становништво старије од 18 година са постосновним образовањем                                    | 8019     |
| 117 | Мушко становништво старије од 18 година са постосновним образовањем                              | 4125     |
| 118 | Женско становништво старије од 18 година са постосновним образовањем                             | 3894     |
| 119 | Просечна оцена школовања                                                                         | 7.25     |
| 120 | Просечан ниво образовања мушке популације                                                        | 7.59     |
| 121 | Просечан ниво образовања женског становништва                                                    | 6.92     |
| 122 | Економски активно становништво                                                                   | 27041    |
| 123 | Економски активна мушка популација                                                               | 18635    |
| 124 | Економски активна женска популација                                                              | 8406     |
| 125 | Становништво које није економски активно                                                         | 22477    |
| 126 | Мушко становништво које није економски активно                                                   | 5333     |
| 127 | Женско становништво које није економски активно                                                  | 17144    |
| 128 | Запослено становништво                                                                           | 25824    |
| 129 | Запослено мушко становништво                                                                     | 17582    |
| 130 | Запослено женско становништво                                                                    | 8242     |
| 131 | Незапослена популација                                                                           | 1217     |
| 132 | Незапослена мушка популација                                                                     | 1053     |
| 133 | Незапослена женска популација                                                                    | 164      |
| 134 | Становништво без права на здравствене услуге                                                     | 35239    |
| 135 | Становништво које има право на здравствене услуге                                                | 34026    |
| 136 | Становништво које има право на ИМСС                                                              | 8469     |
| 137 | Становништво које има право на социјално осигурање                                               | 809      |
| 138 | Становништво које има право на државно социјално осигурање                                       | 163      |
| 139 | Становништво које има право на опште осигурање или здравствено осигурање за нову генерацију      | 21649    |
| 140 | Становништво које је било једном или није било у браку током 12 година и више                    | 17523    |
| 141 | Венчано или уједињено становништво од 12 година и више                                           | 28954    |
| 142 | Становништво које је било у браку или уједињено 12 година и више                                 | 3215     |
| 143 | Становништво са католичком религијом                                                             | 65239    |
| 144 | Протестанти, еванђелисти и библијски следбеници различити од еванђелиста                         | 2604     |
| 145 | Становништво са другим религијама различитим од претходних                                       | 26       |
| 146 | Становништво без религије                                                                        | 154      |
| 147 | Укупно пописаних домаћинства                                                                     | 13975    |
| 148 | Пописна домаћинства на челу са мушкарцима                                                        | 11661    |
| 149 | Пописна домаћинства на челу са женама                                                            | 2314     |
| 150 | Становништво у пописним домаћинствима                                                            | 69432    |
| 151 | Становништво у пописним домаћинствима на челу са мушкарцима                                      | 59634    |
| 152 | Становништво у пописним домаћинствима на челу са женама                                          | 9798     |
| 153 | Укупно домаћинстава                                                                              | 15530    |
| 154 | Укупно насељених домаћинстава                                                                    | 14036    |
| 155 | Укупно приватних кућа                                                                            | 15469    |
| 156 | Насељени приватни домови                                                                         | 13975    |
| 157 | Укупно насељених приватних кућа                                                                  | 14036    |
| 158 | Ненасељене приватне куће                                                                         | 1062     |
| 159 | Појединачна домаћинства за привремену употребу                                                   | 432      |
| 160 | Становници у насељеним приватним кућама                                                          | 69432    |
| 161 | Насељеност станара у приватним становима                                                         | 4.97     |
| 162 | Просечно становника по соби у приватним насељеним домаћинствима                                  | 1.45     |
| 163 | Појединачна домаћинства са подовима од различитих материјала од земље                            | 13011    |
| 164 | Појединачна домаћинства у приземљу                                                               | 878      |
| 165 | Појединачна домаћинства са једном спаваћом собом                                                 | 5515     |
| 166 | Појединачна домаћинства са две спаваће собе и више                                               | 8372     |
| 167 | Појединачна домаћинства са једним собом                                                          | 1575     |
| 168 | Појединачна домаћинства са две собе                                                              | 2942     |
| 169 | Појединачна домаћинства са 3 собе и више                                                         | 9359     |
| 170 | Појединачна домаћинства која имају електрично светло                                             | 13657    |
| 171 | Појединачна домаћинства која немају електрично светло                                            | 225      |
| 172 | Појединачна домаћинства која имају водоводну воду у стамбеном простору                           | 12442    |
| 173 | Појединачна домаћинства која немају водоводну воду у стамбеном простору                          | 1450     |
| 174 | Појединачна домаћинства која имају тоалет                                                        | 13210    |
| 175 | Појединачна домаћинства која имају канализацију                                                  | 13147    |
| 176 | Појединачна домаћинства која немају канализацију                                                 | 726      |
| 177 | Појединачна домаћинства која имају електрично светло, довод воде из јавне мреже и канализацију   | 11916    |
| 178 | Појединачна домаћинства без икаквих услова                                                       | 341      |
| 179 | Појединачна домаћинства која имају радио                                                         | 11289    |
| 180 | Појединачна домаћинства која имају телевизор                                                     | 13168    |
| 181 | Појединачна домаћинства која имају фрижидер                                                      | 7914     |
| 182 | Појединачна домаћинства која имају машину за веш                                                 | 5575     |
| 183 | Појединачна домаћинства која имају аутомобил или комби                                           | 4394     |
| 184 | Појединачна домаћинства која имају рачунар                                                       | 1655     |
| 185 | Појединачна домаћинства која имају фиксну телефонску линију                                      | 4929     |
| 186 | Појединачна домаћинства која имају мобилни телефон                                               | 5886     |
| 187 | Појединачна домаћинства која имају приступ интернету                                             | 996      |